# Pangasi
|  | Per a altres significats, vegeu «Kumar». |

Pangasi o Kumar és un riu de Bengala Occidental i Bangladesh localment anomenat Pangasi, derivació del Matabhanga, al que abandona prop d'Alamdanga. Té un curs en direcció est i sud-est pel districte de Nadia i després cap a Bangladesh. El cap del riu queda tancat a l'estiu per l'arena i només es pot passar a la temporada de pluges. Connecta amb el Garai (o Gorai) però la branca principal segueix avall fins a descarregar al Nabaganga prop de Magura. Un altre riu del centre de Bangladesh porta també el nom de Kumar.